# Videtjärfläck
Videtjärfläck (Rhytisma salicinum) är en svampart som först beskrevs av Christiaan Hendrik Persoon, och fick sitt nu gällande namn av Elias Fries 1823. Videtjärfläck ingår i släktet Rhytisma och familjen Rhytismataceae.  Arten är reproducerande i Sverige. Inga underarter finns listade i Catalogue of Life.

## Källor

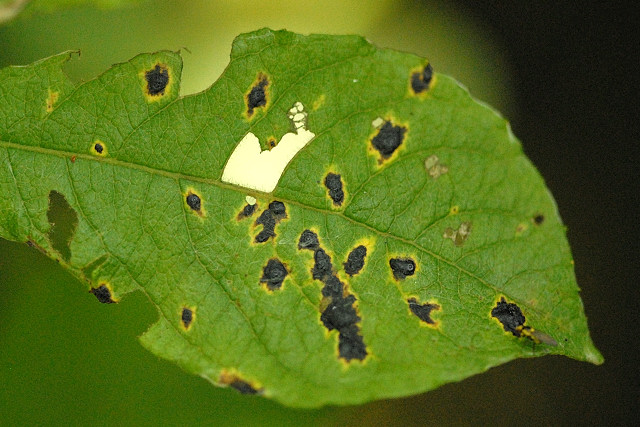
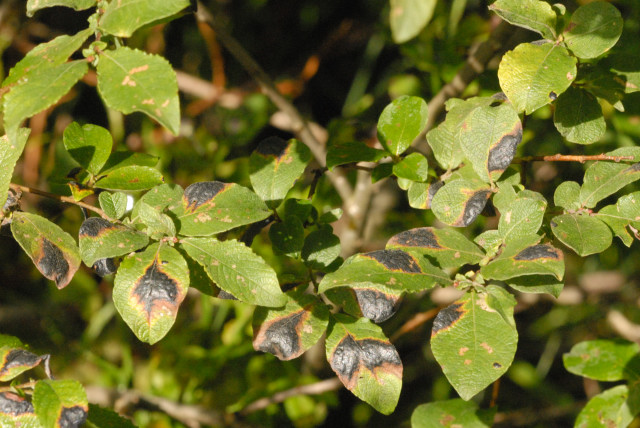
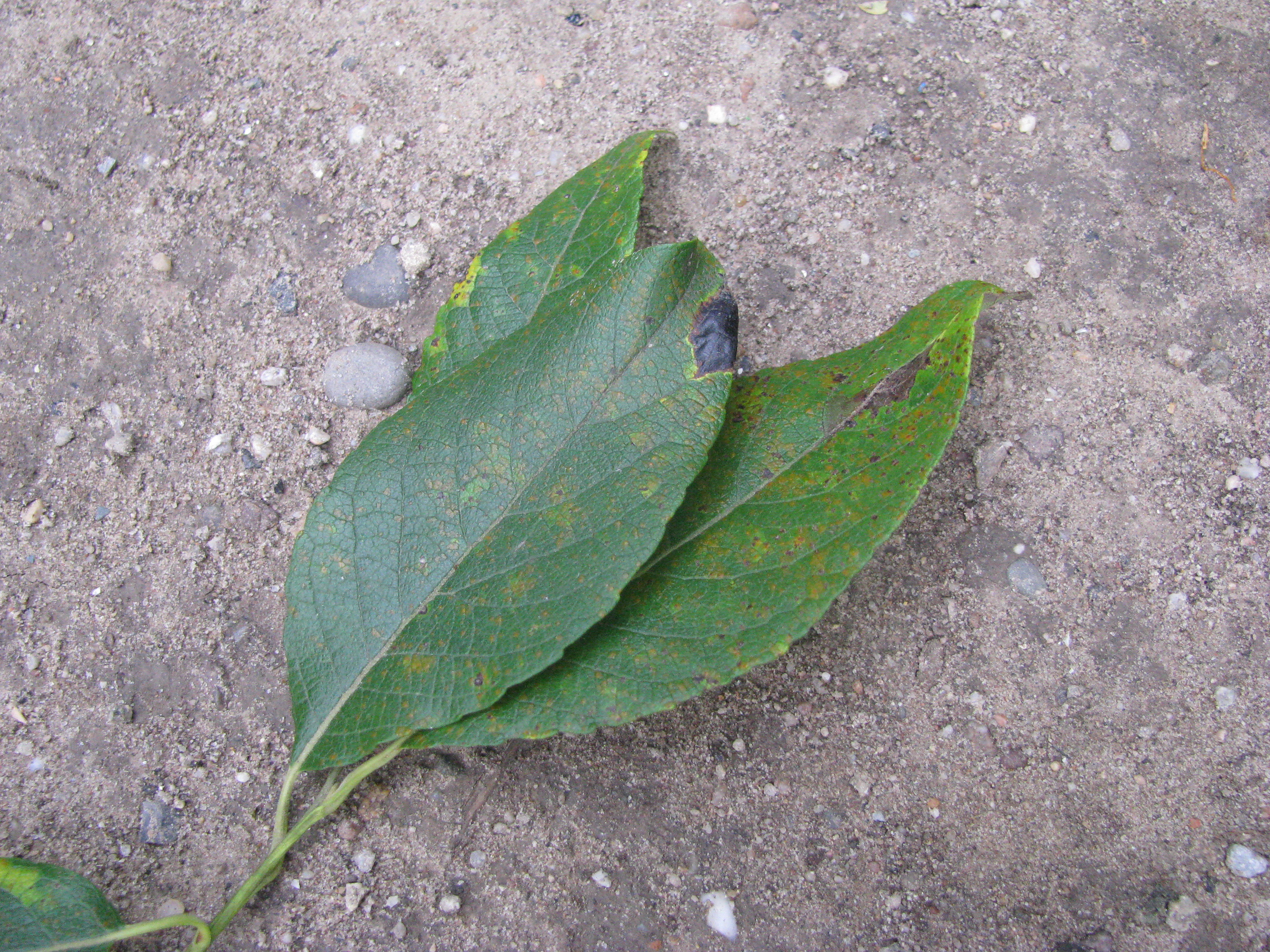